# Schliepershäuschen (Varresbeck)
Schliepershäuschen ist eine Ortslage im Westen der bergischen Großstadt Wuppertal.

## Lage und Beschreibung
Die Ortslage liegt auf einer Höhe von 200 m ü. NHN an der Düsseldorfer Straße am westlichen Rand des Wohnquartiers Varresbeck im Stadtbezirk Elberfeld-West. Benachbarte Ortslagen sind Saurenhaus, Lohrenbeck, Scheidt, Varresbeck, Lüntenbeck, Oberst und Sandfeld. Die Düsseldorfer Straße ist eine frühere Provinzialstraße von Elberfeld über Mettmann nach Düsseldorf, welche heute als Bundesstraße 7 klassifiziert ist. An Schliepershäuschen kreuzt sie eine schon in Mittelalter und früher Neuzeit genutzte Altstraße, die über die heutige Pahlkestraße (benannt nach Emil Pahlke), im oberen Verlauf ein alter Kohlenweg, und den Lüntenbecker Weg zum Schloss Lüntenbeck führt.
Etymologisch bedeutet der Name Schliepershäuschen "Haus des Schliefer", wobei Schliefer ein alteingesessener Familienname in Elberfeld ist.

## Geschichte
Eine frühe Erwähnung unter dem Namen ‚In den Hürnen‘ findet sich 1677, damals wird ein Gut von 6 Hektar und 32,58 Ar erwähnt, es hatte wohl ursprünglich zum Gut Saurenhaus gehört und war vor 1677 als dessen Abspliss entstanden. 1830 findet sich eine Erwähnung mit 7 Hektar und 92,24 Ar.
Der Hof ist als Schlüpershüsg auf der Topographia Ducatus Montani des Erich Philipp Ploennies aus dem Jahre 1715 verzeichnet. Auf der Topographischen Aufnahme der Rheinlande von 1824 ist die Ortslage mit Schliepershausgen beschriftet.
Durch Schliepershäuschen verlief bis 1888 die Stadt- und Gemeindegrenze zwischen der Stadt Elberfeld und der Gemeinde Sonnborn, die 1867 von der Bürgermeisterei Haan abgespalten und eigenständige Bürgermeisterei geworden war. 1888 wurde Sonnborn unter Gebietsabtretungen, unter anderem des westlichen Teils von Schliepershäuschen an die Stadt Elberfeld, in Gemeinde Vohwinkel umbenannt. 
1832 gehörte der östliche Teil Schliepershäuschen zur Dorper Rotte des ländlichen Außenbezirks des Kirchspiels und der Stadt Elberfeld. Der laut der Statistik und Topographie des Regierungsbezirks Düsseldorf als Wirtshaus kategorisierte Ort wurde als Am Schliepershäuschen bezeichnet und besaß zu dieser Zeit ein Wohnhaus und drei landwirtschaftliche Gebäude. Zu dieser Zeit lebten sechs Einwohner im Ort, alle evangelischen Glaubens.
Im Adressbuch von 1850 ist die Ortslage notiert. Eine nahe Einliegerstraße von der Düsseldorfer Straße bis zur Pahlkestraße ab dem 14. Februar 1922 mit dem Namen Am Waldfrieden wurde 1935 in Am Schliepershäuschen umbenannt.